# Philippyrgus subapterus
Philippyrgus subapterus is een rechtvleugelig insect uit de familie Pyrgomorphidae. De wetenschappelijke naam van deze soort is voor het eerst geldig gepubliceerd in 1974 door Kevan.